# Yavi
Yavi ist ein Dorf im Nordwesten Argentiniens. Das Dorf befindet sich im Norden der Provinz Jujuy im gleichnamigen Departamento Yavi in der Nähe zur Grenze nach Bolivien, etwa 300 km nördlich der Provinzhauptstadt San Salvador de Jujuy. Der Ort befindet sich auf einer Höhe von 3510 m.
In Yavi leben etwa 270 Einwohner (gemäß INDEC 2001).
Yavi war früher Sitz einer Markgrafschaft – der einzigen, die je auf dem Territorium der späteren Republik Argentinien gegründet wurde.
In der Nähe von Yavi befindet sich ein Berg namens Los Siete Hermanos (spanisch: die sieben Brüder) und der See Laguna Colorada.